# Jacques Monod (Schauspieler)
Jacques Monod (* 21. August 1918 in Casablanca; † 25. Dezember 1985 in Paris) war ein französischer Schauspieler.

## Leben
Jacques Monod wuchs in Casablanca, Paris und Poitiers auf. Nach dem Abitur absolvierte er eine Ausbildung zum Schauspieler. Seine Karriere geriet ins Stocken, als er im Zweiten Weltkrieg eingezogen wurde.
1945 schloss er sich der Schauspieltruppe von Louis Jouvet an. 1952 bis 1957 fungierte er als Regieassistent bei Jean Mercure. Erst ab 1958 wurde er regelmäßig in Filmrollen eingesetzt. Der stattliche Schauspieler erwies sich als Idealbesetzung für Respektspersonen aller Art wie Generäle, Direktoren, Richter, Staatsanwälte und andere hohe Würdenträger.
In Deutschland erlangte er vor allem Bekanntheit mit der Rolle des knorrigen und durchsetzungsstarken Captain Smollett in dem ZDF-Weihnachtsvierteiler Die Schatzinsel.

## Filmografie (Auswahl)
- 1951: Chefarzt Dr. Delius (Un grand patron)
- 1958: Therese Etienne (Thérèse Étienne)
- 1959: Sie küßten und sie schlugen ihn (Les Quatre Cents Coups)
- 1959: Tatort Paris (125, rue Montmartre)
- 1961: Der Präsident (Le président)
- 1962: Der siebte Geschworene (Le septième juré)
- 1963: Der Mörder (Le Meurtrier)
- 1964: Mord am Canale Grande (Voir Vénise … et crever)
- 1965: Im Reich des Kublai Khan (La fabuleuse aventure de Marco Polo)
- 1965: Der Himmel brennt (Le Ciel sur la tête)
- 1966: Die Schatzinsel (Fernsehvierteiler)
- 1966: Heiße Nächte (Soleil noir)
- 1966: Die Beute (La Curée)
- 1967: Das älteste Gewerbe der Welt (Le plus vieux métier du monde)
- 1967: … und morgen fahrt ihr zur Hölle (Dalle Ardenne all’inferno)
- 1967: Der Fremde (Lo straniero)
- 1967: Allô Police (Fernsehserie, 1 Folge)
- 1968: Caroline Chérie (Schön wie die Sünde) (Caroline Chérie)
- 1969: Les oiseaux rares (Fernsehserie, 5 Folgen)
- 1970: Der Zerstreute (Le distrait)
- 1971: Quentin Durward (Fernsehserie)
- 1971: Operation Walküre (TV-Dokudrama)
- 1973: Endstation Schafott (Deux hommes dans la ville)
- 1973: Lucky Luciano
- 1976: Der Mieter (Le locataire)
- 1986: Le Petit docteur: La piste de l’homme roux (TV-Serie)